# Wilhelm II Bogaty
Wilhelm II Bogaty (ur. 23 kwietnia 1371; zm. 13 marca 1425) – drugi syn landgrafa Turyngii i margrabiego Miśni Fryderyka III i Katarzyny z Hennenbergu.
W 1382 r. na mocy układu w Chemnitz otrzymał wraz z braćmi Fryderykiem I i Jerzym (zm. 1401) Osterland i Landsberg, a po śmierci margrabiego Wilhelma Jednookiego w 1407 r. także część Miśni. W 1410 r. bracia Fryderyk i Wilhelm zdecydowali się na nowy podział kraju. W 1411 r. Wilhelm otrzymał większość Osterlandu. W 1423 r. zamienił z bratem Fryderykiem Jenę na Lipsk. W 1420 r. uczestniczył w wyprawie swojego brata przeciw husytom.
Wilhelm Bogaty ożenił się z Amelią mazowiecką. Ślub odbył się w Brześciu Kujawskim. 
Małżeństwo okazało się bezdzietne.